# Watsonosteus fletti
Il watsonosteo (Watsonosteus fletti) è un pesce placoderma estinto, appartenente agli artrodiri. Visse nel Devoniano medio (circa 390 - 385 milioni di anni fa) e i suoi resti fossili sono stati ritrovati in Europa.

## Descrizione
Questo pesce era di dimensioni piuttosto grandi, e poteva raggiungere il metro di lunghezza. Era dotato di uno scudo cefalico moderatamente largo, con gli occhi di medie dimensioni e posizionati lateralmente. Il muso era corto e arrotondato. La pinna dorsale era corta e larga, posizionata nella parte anteriore del corpo appena dietro l'armatura. La coda era lunga e appuntita. Le pinne pettorali erano piuttosto grandi. 

## Classificazione
Watsonosteus era un rappresentante degli artrodiri, il gruppo di placodermi più diffuso e maggiormente diversificato, comprendente anche forme giganti. Watsonosteus, in particolare, era un membro dei coccosteidi, un grande gruppo di artrodiri di medie dimensioni, il cui membro più noto era Coccosteus, di dimensioni minori. 
Il genere Watsonosteus venne istituito nel 1963 da Miles e Westoll, per accogliere una specie di placoderma precedentemente già nota e conosciuta per fossili provenienti dalle isole Orcadi (Scozia). Altri fossili di questa specie sono stati ritrovati anche in Estonia.

## Paleoecologia
Non è chiaro di cosa si nutrisse Watsonosteus; è probabile, in ogni caso, che fosse un buon nuotatore che si muoveva nei pressi del fondale.